# Agrias
Agrias (incluído ao gênero Prepona Boisduval, 1836 a partir do início do século XXI) foi uma válida categoria taxonômica que perdurou durante o século XX, sendo um gênero, proposto por Henry Doubleday em 1844, de borboletas neotropicais da família Nymphalidae e subfamília Charaxinae, distribuídas do México à região sul do Brasil, em floresta tropical e subtropical úmida; se alimentando de substâncias vegetais fermentadas, como em frutos do solo, ou em exsudação, ou até mesmo em cadáveres de peixes ou estrume de mamíferos; com lagartas que se alimentam de folhas de plantas dos gêneros Erythroxylum, Hirtella, Ouratea, Quiina e Vantanea. Estão entre os Lepidoptera diurnos mais vividamente marcados e belos do mundo, com tonalidades de vermelho ou vermelho-rosado, laranja, amarelo e tons esverdeados, combinando com um intenso azul ou negro-amarronzado. Também são reconhecidas pelas suas fortes asas estampadas por baixo, raramente as abrindo quando em repouso. Suas poucas espécies (5 dentre as 13 espécies de Prepona), dotadas de voo poderoso em dossel florestal, não são encontradas na face oeste da cordilheira dos Andes, entre o Equador e Bolívia, e são dotadas de ampla variabilidade de formas, ou subespécies; com variações locais e regionais em grande quantidade, em função do clima, da composição do solo, das plantas que servem de alimento às suas larvas e inúmeros outros fatores.

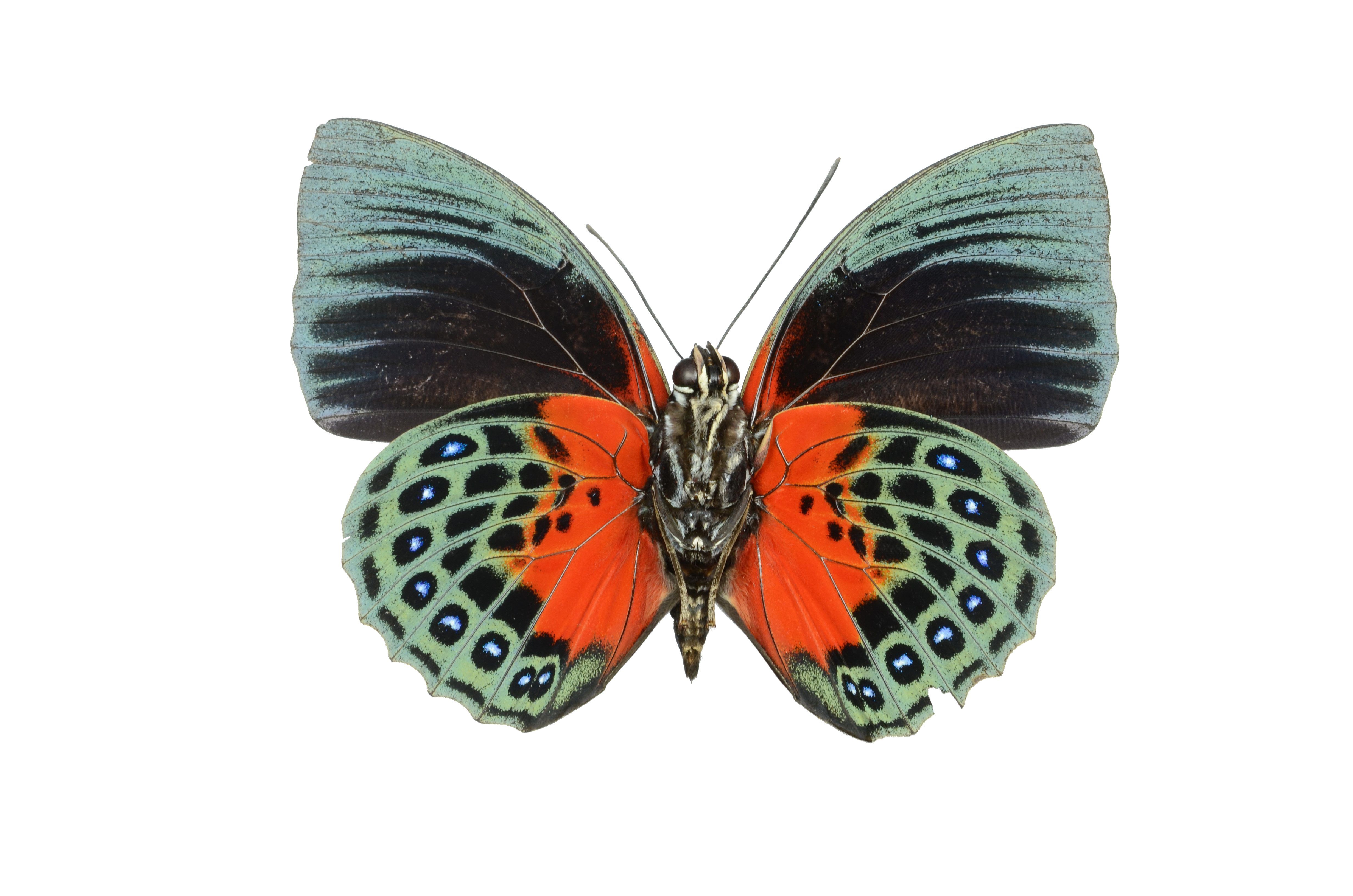
Prepona hewitsonius (ex A. hewitsonius) macho, vista inferior.
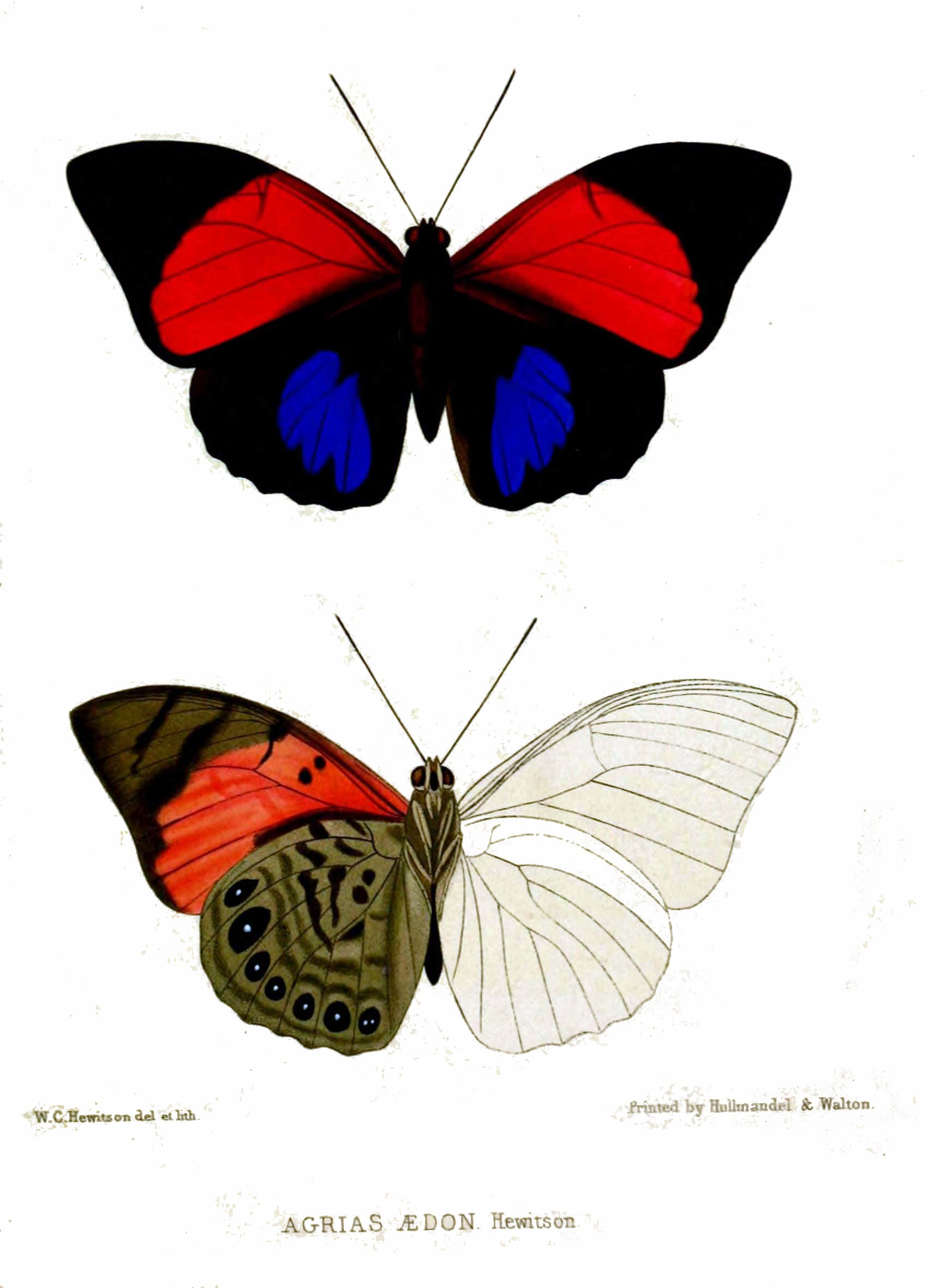
Ilustração de Prepona aedon (ex A. aedon), feita por William Chapman Hewitson, seu classificador.

## Dimorfismo Sexual
Machos de todas as espécies de Agrias possuem proeminentes tufos amarelos de escamas de androcônia em suas asas posteriores, que produzem feromônios atraentes às fêmeas para a cópula. Fêmeas podem ser maiores que os machos, embora menos vistosas.

## Espécies
- Prepona aedon (Hewitson, 1848)[2] (ex Agrias aedon)[1]
- Prepona amydon (Hewitson, [1854])[2] (ex Agrias amydon)[1]
- Prepona claudina (Godart, [1824])[2] (ex Agrias claudina)[1]
- Prepona hewitsonius (Bates, 1860)[2] (ex Agrias hewitsonius)[1]
- Prepona narcissus (Staudinger, [1885])[2] (ex Agrias narcissus)[1]

## Conservação
De acordo com os lepidopterologistas Mirna M. Casagrande e Olaf H. H. Mielke, em artigo científico da década de 1990 sobre Agrias, as borboletas deste gênero são as mais cobiçadas pelos colecionadores, causando, eventualmente, pressões negativas sobre as suas populações. Luiz Soledade Otero, no ano de 1986, já citava sobre uma espécie de Agrias (A. claudina) que "desapareceu há 30 anos das matas da cidade do Rio de Janeiro devido à coleta intensiva e sistemática, assim como a fatores ambientais alterados".